# Doggystyle
Doggystyle — дебютний студійний альбом американського репера Snoop Doggy Dogg, випущений 23 листопада 1993 року на лейблах Death Row Records, Interscope Records, Atlantic Records. Запис альбому розпочався одразу після виходу The Chronic — дебютного альбому Dr. Dre.
Snoop Dogg став популярним ще в 1992 році, коли він з'явився на декількох треках на альбомі Dr. Dre The Chronic (включаючи «Nuthin' But a "G" Thang»). Саме на альбомі Дре з'явився жанр джі-фанк, який є міксом з гангста-репу і P-Funk'a.
Відразу після випуску The Chronic розпочався запис Doggystyle.
Тексти альбому оповідають про вбивства та розбірки, про вечірки та секс, про життя справжнього каліфорнійського гангстера. Весь альбом за звучанням нагадує The Chronic. Журнал Rolling Stone назвав цей альбом «точною копією» The Chronic. Єдина відмінність цього альбому від The Chronic — це те, що на Doggystyle немає згадок про наркотики.
Більшість альбому спродюсував Dr. Dre. Однак деякі треки були спродюсовані Warren G, Daz Dillinger та DJ Pooh.
Альбом дебютував на першому місці в Billboard 200, з продажем 803 000 копій за перший тиждень. Альбом протримався три тижні на першому місці у цьому чарті.
Всього в США було продано 6 мільйонів копій та 14 мільйонів копій по всьому світу.

## Список композицій
- Всі пісні спродюсовані Dr. Dre.

| #   | Назва                                                                                                   | Автор                                                                             | Тривалість |
| --- | --- | --------------------------------------------------------------------------------- | ---------- |
| 1.  | «Bathtub»                                                                                               | Calvin Broadus, Jr.                                                               | 1:50       |
| 2.  | «G Funk Intro» (за участю Dr. Dre и The Lady of Rage)                                                   | Calvin Broadus, Jr., Robin Allen                                                  | 2:24       |
| 3.  | «Gin and Juice» (за участю Dat Nigga Daz и David Ruffin' Jr.)                                           | Calvin Broadus, Jr., Andre Young, Harry Wayne Casey, Richard Finch                | 3:31       |
| 4.  | «W Balls» (при участии Nanci Fletcher и Ricky Harris)                                                   | Calvin Broadus, Jr.                                                               | 0:36       |
| 5.  | «Tha Shiznit»                                                                                           | Calvin Broadus, Jr., Andre Young                                                  | 4:03       |
| 6.  | «House Party»                                                                                           | Calvin Broadus, Jr.                                                               | 0:37       |
| 7.  | «Lodi Dodi» (за участю Nanci Fletcher)                                                                  | Calvin Broadus, Jr., Douglas Davis, Hachidai Nakamura, Ei Rokusuke, Ricky Walters | 4:24       |
| 8.  | «Murder Was the Case» (за участю Dat Nigga Daz)                                                         | Calvin Broadus, Jr., Andre Young, Delmar Arnaud                                   | 3:38       |
| 9.  | «Serial Killa» (за участю D.O.C., RBX и Tha Dogg Pound)                                                 | Calvin Broadus, Jr., Andre Young, Delmar Arnaud, Bootsy Collins                   | 3:35       |
| 10. | «Who Am I (What’s My Name)?» (за участю Jewell, Dr. Dre и Tony Green)                                   | Calvin Broadus, Jr., Andre Young, George Clinton, Garry Shider, David Spradley    | 4:06       |
| 11. | «For All My Niggaz & Bitches» (за участю Tha Dogg Pound и The Lady of Rage)                             | Calvin Broadus, Jr., Delmar Arnaud, Ricardo Brown, Robin Allen                    | 4:42       |
| 12. | «Ain't No Fun (If the Homies Can't Have None)» (за участю Nate Dogg, Warren G, Nanci Fletcher и Kurupt) | Broadus, Jr. Young Brown Nathaniel Hale Warren Griffin                            | 4:06       |
| 13. | «Chronic Relief Intro»                                                                                  | Broadus, Jr.                                                                      | 0:33       |
| 14. | «Doggy Dogg World» (за участю Tha Dogg Pound, Nanci Fletcher и The Dramatics)                           | Broadus, Jr. Arnaud Brown Richard "Dimples" Fields                                | 5:05       |
| 15. | «Class Room Intro (за участю Shad Moss)»                                                                | Broadus, Jr.                                                                      | 0:44       |
| 16. | «G's & Hustlerz» (за участю Nanci Fletcher)                                                             | Broadus, Jr. Arnaud Don Blackman                                                  | 3:51       |
| 17. | «Checkin'»                                                                                              | Broadus, Jr. Young                                                                | 0:57       |
| 18. | «Gz Up, Hoes Down» (за участю Hug)                                                                      | Broadus, Jr. Young Arnaud                                                         | 2:21       |
| 19. | «Pump Pump» (за участю Lil Malik)                                                                       | Broadus, Jr Young Jamal Phillips Malik Edwards                                    | 3:42       |

## Сингли
| «What's My Name?» - Випущено: 30 жовтня 1993 року  |
| «Gin and Juice» - Випущено: 15 січня 1994 року     |
| «Doggy Dogg World» - Випущено: 26 червня 1994 року |

## Семпли
| - «Bathtub» - Кертіс Мейфілд — «Give Me Your Love (Love Song)» - «G Funk Intro» - Funkadelic — «(Not Just) Knee Deep» - Джордж Клінтон — «Atomic Dog» - «Gin and Juice» - Джордж Клінтон — «I Get Lifted» - Slave — «Watchin’ You» - «Tha Shiznit» - Parliament — «Flashlight» - Біллі Джоел — «The Stranger» - «Lodi Dodi» - Slick Rick & Doug E. Fresh — «La Di Da Di» - Kyu Sakamoto — «Sukiyaki» - Rose Royce — «Ooh Boy» - «Murder Was the Case» - Mista Grimm — «Indo Smoke» (Intro) - Джеймс Браун — «Funky President» - Карлос Сантана — «Fried Neckbones» - «Serial Killa» - Ohio Players — «Funky Worm» | - «Who Am I (What's My Name)?» - Parliament — «Give Up the Funk (Tear the Roof Off the Sucker)», «P-Funk (Wants to Get Funked Up)» - Funkadelic — «(Not Just) Knee Deep» - Джордж Клінтон — «Atomic Dog» - Tom Browne — «Funkin’ 4 Jamaica» - The Counts — «Pack of Lies» - «For All My Niggaz & Bitches» - Funk Inc. — «Kool Is Back» - «Ain't No Fun (If the Homies Can't Have None)» - Lyn Collins — «Think (About It)» - Айзек Хейз — «A Few More Kisses to Go» - «Doggy Dogg World» - Richard Field — «If it Ain't One Thing, It's Another» - «Gz and Hustlas» - Bernard Wright — «Haboglabotribin» - «Gz Up, Hoes Down» - Айзек Хейз — «The Look of Love» |

## Чарти
| Чарти                     | Пік позиція |
| ------------------------- | ----------- |
| Austrian album chart      | 35          |
| Canadian RPM Albums Chart | 10          |
| Czech Album Chart         | 24          |
| Ireland Albums Top 75     | 70          |
| New Zealand Albums Chart  | 25          |
| Swedish Album Chart       | 18          |
| US Billboard 200          | 1           |

### Чарти наприкінці десятиліття
| Чарт (1990—1999) | Позиція |
| ---------------- | ------- |
| US Billboard 200 | 64      |

## Учасники запису
- Snoop Doggy Dogg — вокал, головний виконавець
- Dr. Dre — продюсер, вокал
- Daz Dillinger — продюсер, вокал, виконавець
- Sam Sneed — виконавець
- Ulrich Wild — інженер
- Tha Dogg Pound — виконавець
- Warren G — виконавець
- The D.O.C. — Виконавець
- The Lady of Rage — виконавець
- RBX — виконавець
- Kurupt — виконавець
- Nate Dogg — виконавець
- The Dramatics — виконавець
- Emanuel Dean — продюсер
- Chris The Glove Taylor — автор пісень, продюсер, мікшування
- Шуг Найт — виконавчий продюсер
- Bernie Grundman — майстеринг
- Chi Modu — фотограф
- Nanci Fletcher — виконавець, вокал
- Dan Winters — фотограф
- Kimberly Brown — координатор проєкту